# Fyodor
Pour les articles homonymes, voir Fedor.
Fyodor est le pseudonyme de Gordon Lyon, un expert en sécurité des réseaux informatiques, programmeur open source, écrivain et hacker auto-proclamé. Il est, entre autres, l'auteur du logiciel libre Nmap, et membre fondateur du Honeynet project.
Il est devenu célèbre en partie grâce à un article paru en 1998 sur le webzine Phrack: "Remote OS detection via TCP/IP Stack FingerPrinting" (Détection à distance du système d'exploitation par prise d'empreinte de la pile TCP/IP). Comme l'implémentation de la pile TCP/IP est légèrement différente d'un système d'exploitation à un autre, il propose d'envoyer des stimuli réseau sur une machine et d'observer les réponses ou les non-réponses afin de déterminer à distance le système d'exploitation installé.
Nmap comporte cette fonctionnalité.